# He Xiaoli
He Xiaoli – chińska judoczka.
Brązowa medalistka mistrzostw Azji w 2005 roku.